# Chalkotheke (Athene)
De chalkotheke van Athene was een gebouw waar de metalen wijgeschenken werden bewaard. Het stond op de Akropolis. Dit gebouw is bekend van inscripties uit de 4e eeuw v.Chr. In een decreet werd verordend dat alle in de chalkotheke aanwezige voorwerpen werden geïnventariseerd en dat een stele met een lijst hiervan voor de chalkotheke werd geplaatst. 
Ten oosten van het Heiligdom van Artemis Brauronia en direct ten zuiden van het Parthenon zijn de fundamenten van een gebouw gevonden, dat mogelijk de chalkotheke is geweest. De restanten bestaan uit delen van een kalkstenen fundering en in de rots uitgehakte sleuven. Dit gebouw stond voor de zuidelijke muur van de Akropolis en was 43 meter lang en 14 meter breed. Aan de noordelijke zijde van het gebouw stond een porticus van 4,5 meter breed. Om deze porticus te kunnen bouwen moest een deel van de in de rots gemaakte trap van de westelijke entree van het Parthenon worden weggehakt. Hierom wordt aangenomen dat de porticus een toevoeging uit de 4e eeuw v.Chr. is, terwijl het gebouw zelf gelijktijdig met het Parthenon in het midden van de 5e eeuw v.Chr. is gebouwd. 
Waarschijnlijk is het gebouw in de Romeinse tijd grondig gerestaureerd. Talrijke Romeinse fragmenten van deze restauratie zijn op de Akropolis teruggevonden. Deze kunnen op basis van hun afmetingen alleen aan de vermoedelijke chalkotheke toebehoren.

## Referentie
- Vertaald van de Duitse Wikipedia (de:Chalkotheke)